# Prawo rolne
Prawo rolne definiowane jest w różny sposób, między innymi jako:
- całokształt norm prawnych regulujących stosunki społeczne związane z kształtowaniem ustroju rolnego, w tym także produkcji rolnej i rynku rolnego (definicja Andrzeja Stelmachowskiego[1]),

- zespół instytucji i rozwiązań prawnych o charakterze szczególnym, podyktowanym specyfiką rolnictwa jako odrębnego działu gospodarki, które tworzą ramy prawne (strukturalne i techniczne) dla działalności produkcyjnej w rolnictwie, jak też dla przetwarzania i obrotu produktami rolnymi (definicja Aleksandra Lichorowicza[2]).

## Kryteria wyróżnienia prawa rolnego
Istnieje bogate piśmiennictwo na temat kryteriów wyodrębnienia prawa rolnego.
- Prawo rolne jako normy regulujące działalność szeroko ujmowanego przedsiębiorstwa rolnego. Obecnie stanowisko to, cieszące się niegdyś popularnością w doktrynie włoskiej i hiszpańskiej, zostało zarzucone przez większość autorów.
- Podmiotowe kryterium wyodrębnienia prawa rolnego, traktowanego jako ogół norm regulujących sytuację prawną rolnika.
- Przedmiotowe kryterium wyodrębnienia prawa rolnego, traktowanego jako gałąź regulującą problematykę prawną produkcji rolnej lub problematykę prawną rolniczego wykorzystania ziemi. Jest to kryterium najpopularniejsze w piśmiennictwie.
- Przedmiotowe kryterium wyodrębnienia prawa rolnego, traktowanego jako gałąź prawa zajmującego się instytucjami o charakterze rolnym, czyli dotyczących produkcji opartej na prawach biologicznych. Twórcą tego kryterium był Antonio Carozza, którego pogląd spotkał się w popularnością m.in. we Włoszech, Francji, Hiszpanii i Ameryce Łacińskiej.

W polskiej literaturze przedmiotu prawo rolne przed 1939 rokiem było traktowane jako wyspecjalizowana grupa przepisów prawa administracyjnego (pogląd Władysława Jaworskiego), a w latach powojennych jako instrument społecznych przemian w rolnictwie (definicja Franciszka Longchampsa de Bérier).

## Modele prawa rolnego
Wyróżnia się dwa zasadnicze europejskie modele prawa rolnego:
- romański – wywodzący się w znacznym stopniu z prawa cywilnego, przyjęty m.in. we Francji, Włoszech i Hiszpanii,
- germański – wywodzący się w znacznym stopniu z prawa publicznego, przyjęty w Niemczech oraz krajach Ameryki Łacińskiej.

## Działy prawa rolnego
W literaturze (A. Lichorowicz) wyróżnia się trzy działy, którymi zajmuje się prawo rolne:
- legislacja dotycząca struktur agrarnych, pozycji prawnej poszczególnych grup producentów rolnych i reglamentacja technicznych aspektów działalności produkcyjnej w rolnictwie,
- przetwarzanie gotowych płodów rolnych[3],
- regulacje dotyczące organizacji rynków rolnych.

## Zasady prawa rolnego
W literaturze (A. Lichorowicz) za najważniejsze zasady polskiego prawa rolnego uchodzą:
- zasada ochrony trwałości warsztatu pracy producenta rolnego (w niej zawierają się zasada szczególnej ochrony interesów osób faktycznie prowadzących produkcję rolną wobec osób niebędących producentami rolnymi, zasada pozytywnego oddziaływania na strukturę gruntową gospodarstw rolnych, zasada kooperacji producentów rolnych),
- zasada szczególnej ochrony rodzinnego charakteru gospodarstw jako podstawy ustroju rolnego Polski (zasada konstytucyjna),
- zasada ekonomicznego i socjalnego równouprawnienia ludności miejskiej i wiejskiej,
- zasada maksymalnej ochrony zdrowotnej konsumenta produktów rolnych,
- zasada harmonizacji regulacji struktury i procesów produkcyjnych w rolnictwie z wymogami ochrony środowiska.

## Źródła prawa rolnego
W systemie unijnego prawa wspólnotowego źródłami prawa rolnego są:
- traktaty oraz inne akty ustanawiane przez państwa członkowskie Unii Europejskiej zrównane rangą z traktatami – m.in. Traktat Rzymski o utworzeniu EWG z 25 marca 1957 oraz akty adhezyjne państw członkowskich o przystąpieniu do utworzonych Wspólnot Europejskich,
- akty prawne stanowione przez organy Wspólnot Europejskich (Parlament Europejski z Radą, Rada, Komisja Europejska) i przez Europejski Bank Centralny – rozporządzenia, dyrektywy, decyzje, zalecenia i opinie,
- umowy międzynarodowe zawierane przez Unię Europejską z państwami trzecimi i organizacjami międzynarodowymi w zakresie prawa rolnego,
- zasady prawne Trybunału Sprawiedliwości Wspólnot Europejskich.

Normy prawa rolnego wspólnotowego mają w prawie pierwotną moc wiążącą, a także wywołują skutek bezpośredni.
W Polsce źródłami prawa rolnego są także:
- Konstytucja Rzeczypospolitej Polskiej, m.in. art. 12, 21, 23 i 59,
- ratyfikowane umowy międzynarodowe, m.in. Konwencja nr 141 Międzynarodowej Organizacji Pracy dotycząca organizacji pracowników rolnych i ich roli w rozwoju gospodarczym i społecznym,
- skodyfikowane akty prawne,
- ustawy szczególne (z nich wyróżnia się akty prawne związane z objęciem polskiego rolnictwa Wspólną Polityką Rolną[4] oraz regulujące stosunki w rolnictwie, nieobjęte Wspólną Polityką Rolną i prawem wspólnotowym),
- rozporządzenia,
- akty prawa miejscowego,
- statuty, regulaminy organizacji rolniczych.

## Modele prawnych instrumentów polityki rolnej
Prawo rolne powstało jako efekt ingerencji państwa w stosunki agrarne. Wśród regulacji, wpływających na stosunki agrarne w Polsce znajdują się:
- regulacje uwłaszczeniowe,
- reforma rolna z 1925 roku (na jej podstawie gospodarstwa mogły mieć rozmiar do 20 ha, a na niektórych terenach nawet do 35 ha),
- reforma rolna realizowana na podstawie dekretu PKWN z 6 września 1944 roku, mająca na celu likwidację wielkiej własności ziemskiej,
- osadnictwo na obszarze Ziem Zachodnich i Północnych po 1945 roku.
- nacjonalizacja lasów po 1945 roku,
- próby kolektywizacji rolnictwa w latach 1948–1956,
- występujące od 1957 roku tendencje do regulacji struktury agrarnej w drodze ewolucyjnej (np. ustawa o przeciwdziałaniu podziałom gospodarstw rolnych z 1963 roku, wyłączająca nierolników od dziedziczenia gospodarstw rolnych),
- ustawa z 1971 roku o uregulowaniu własności gospodarstw rolnych,
- ustawodawstwo emerytalno-rentowe – od 1977 roku „rolnik mógł uzyskać emeryturę lub rentę inwalidzką również w razie przekazania gospodarstwa następcy (rekrutującemu się z grona członków rodziny)[5],
- przepisy dotyczące gospodarowania własnością rolną Skarbu Państwa wprowadzone w 1991 roku,
- nowelizacja z 1996 roku ustawy z 24 marca 1920 roku, mówiąca o nabyciu własności nieruchomości przez cudzoziemca,
- ustawa z 11 kwietnia 2003 roku o kształtowaniu ustroju rolnego – przywróciła wymóg posiada kwalifikacji rolniczych przez nabywcę nieruchomości, rozbudowała prawo pierwokupu na rzecz Skarbu Państwa, przekształciła Agencję Własności Rolnej Skarbu Państwa na Agencję Nieruchomości Rolnych oraz rozciągnęła na dzierżawy wymogi przewidziane dla przeniesienia własności nieruchomości rolnej.

W przypadku instrumentów polityki rolnej dotyczącej czynnika kapitałowego ważną rolę odgrywał podatek gruntowy. Na przełomie XX i XXI wieku w Europie zaczęto od niego odchodzić, wprowadzając opodatkowanie dochodów rolniczych. W Polsce zasadniczo nie stosuje się do rolnictwa podatku dochodowego, podatek VAT został wprowadzony w obniżonej wysokości (3%), jednocześnie zwalniając podstawową masę rolników (rolników ryczałtowych) z tego podatku.

## Modele kształtujące rynek rolny
Jeśli chodzi o modele kształtujące rynek rolny, istnieją pewne różnice między Stanami Zjednoczonymi a Europą.
W Stanach Zjednoczonych prawne zasady ustroju rolnego sformułowano w Homestaed Act z 1862 roku, z kolei oświatą rolniczą zajmował się Morriel Act z 1863 roku. Agricultural Act z 1933 roku wprowadził system zakupów państwowych oraz ograniczył produkcję poprzez zmniejszenie powierzchni uprawy lub zmniejszenia stada zwierząt. W latach 90. XX wieku znaczenie zmniejszono subsydia rządowe na rzecz rolnictwa.
Zadaniem Europejskiej Wspólnoty Gospodarczej było popieranie i stopniowe ujednolicanie polityki gospodarczej państw członkowskich, a wśród 10 działań przewidzianych w art. 3 Traktatu Rzymskiego z 1957 roku zmierzających do tego celu wymieniono „wprowadzenie wspólnej polityki w dziedzinie rolnictwa” (punkt nr 4). Traktat amsterdamski z 2 października 1997 roku, podobnie jak Traktat z Maastricht oraz Traktat Nicejski nie wprowadziły żadnych zmian do wspomnianej regulacji.
Celami polityki rolnej według Traktatu Rzymskiego są:
- „zwiększenie wydajności produkcji rolnej w drodze rozwoju postępu technicznego, zapewnienia racjonalnego rozwoju produkcji rolnej oraz jak najpełniejszego wykorzystania mocy produkcyjnych, zwłaszcza siły roboczej”,
- „zapewnienie w ten sposób sprawiedliwego poziomu życia ludności rolniczej, w szczególności przez podniesienie indywidualnego dochodu osób zatrudnionych w rolnictwie”,
- „stabilizacja rynków”,
- „zapewnienie bezpieczeństwa zaopatrzenia”,
- „zapewnienie odpowiednich cen przy dostawach dla konsumentów”.

W latach 60. państwa Wspólnoty Europejskiej postawiły głównie na pierwszy z wymienionych punktów. Gdy uzyskały już samowystarczalność w zakresie produkcji żywności, pojawił się problem nadprodukcji. W związku z tym w 1969 roku powstał plan Mansholta. W 1991 roku państwa Wspólnoty przyjęły plan MacSharry’ego, który zakładał „utrzymanie dochodów rolniczych na niezmienionym poziomie, przy jednoczesnym obniżeniu produkcji i wyeliminowaniu zagrożeń dla środowiska naturalnego”. Pojawiły się programy rolnośrodowiskowe oraz dopłaty, zaś polityka rolna Wspólnoty Europejskiej zaczęła zmieniać się w politykę wiejską.